# Lago de Nuria
El embalse de Nuria, más conocido como lago de Nuria o pantano de Nuria, es una infraestructura hidráulica española situada a 1940 m de altitud, en la confluencia de los ríos Noufonts y Finestrelles, que dan lugar al río de Nuria en el mismo punto donde se construyó un embalse entre 1955 y 1956. Se sitúa en el municipio de Queralbs, en la comarca del Ripollés, provincia de Gerona, Cataluña.
En épocas prehistóricas, había un pequeño lago en la hondonada que forma la confluencia de los dos ríos, a los que pocos metros antes se añade el torrente de la Coma de Eina, el tercero de los valles que forman la olla de Nuria. En ese lugar, el agua quedaba retenida por el turó de la Riba, pero el río ya hacía tiempo que había excavado un paso en este lugar y hasta la construcción de la presa en 1955 no se formó el actual embalse.
Al este del embalse discurre la vía del tren de cremallera que enlaza Ribas de Fresser con el Santuario de Nuria; al oeste, se encuentran un pequeño embarcadero y la fuente de San Gil. En la parte posterior del embalse, al norte, se encuentra el llano de San GIl y el Prat de Baix, que hacen de jardines del Santuario de Nuria, que enmarca el lago por el norte, junto con la estación de esquí Vall de Núria. El embalse desagua hacia el sur por el río de Nuria. Este pasa inmediatamente por debajo del puente de la Creu d'en Riba, un residuo del antiguo camino que descendía a pie hasta Queralbs y que ahora pasa al oeste, junto a la Agulla de l'Estany, antes de seguir el curso del río.
El frío invernal hace que la superficie del lago se congele durante varios meses al año, aunque el periodo y el espesor del hielo son muy irregulares, haciendo muy peligroso caminar sobre él.
En el lago de Nuria se permite la navegación a remo, vela y motor a menos de 2 nudos. El baño no está regulado.
En el Centro Excursionista de Cataluña hay constancia de que en el año 1929 se estaba haciendo un estudio para construir una presa en la zona donde ahora está situado el lago de Nuria.